# Dziecko Rosemary (powieść)
Dziecko Rosemary (ang. Rosemary's Baby) – powieść grozy autorstwa Iry Levina z 1967 roku. W 1968 na podstawie książki powstał nagradzany film pod tym samym tytułem w reżyserii Romana Polańskiego z Mią Farrow, Johnem Cassavetesem i Ruth Gordon, a w 2014 miniserial w reżyserii Agnieszki Holland.

## Treść
Młode małżeństwo, Guy i Rosemary Woodhouse, wprowadzają się do nowego, eleganckiego mieszkania w Nowym Jorku. Sympatyczni sąsiedzi, Minnie i Roman Castevet, szybko zaprzyjaźniają się z małżeństwem i służą we wszystkim pomocą. Wkrótce Guy, który jest aktorem, dostaje znaczącą rolę, po tym jak jego rywal nieoczekiwanie ślepnie. Z kolei Rosemary zachodzi w ciążę. Równocześnie jednak zaczynają ją nawiedzać koszmarne sny i halucynacje.
Pewien znajomy ostrzega ją przed sąsiadami, a zaraz potem umiera w dziwnych okolicznościach. Rosemary przeprowadza własne badania i odkrywa, że Minnie i Roman są liderami satanistycznej sekty. Jest coraz bardziej przerażona, gdyż obawia się, że chcą złożyć jej dziecko w ofierze Szatanowi. Jednak nikt nie traktuje jej obaw poważnie, nie wierzy jej nawet własny mąż, coraz bardziej zajęty robieniem kariery aktorskiej. Wkrótce Rosemary odkrywa, że prawda jest inna: dziecko, które rodzi to dziecko Szatana.

## Wyróżnienia
- pozycja 100 na liście 100 najlepszych powieści kryminalnych wszech czasów wg Mystery Writers of America